# Enicospilus vestigator
Enicospilus vestigator là một loài tò vò trong họ Ichneumonidae.